# Срби у Босни и Херцеговини
Срби су један од три конститутивна народа Босне и Херцеговине. Срби су територијално најраспрострањенији народ у Босни и Херцеговини. Говоре српским језиком ијекавског изговора, и већином су православне вјере, док мали број њих чине атеисти, мухамеданци или римокатолици.
Срби у највећем броју живе у Републици Српској, једном од два ентитета земље. Осим у Републици Српској, гдје Срби чине око 81,51% становништва, Срби живе у веома малом броју и у другом ентитету земље, Федерацији Босне и Херцеговине и то углавном у у Унско-санском и Кантону 10, гдје их је око 2,55% у цјелокупном становништву. У другом ентитету, Федерацији Босне и Херцеговине, Срби чине већину у Дрвару, Гламочу, Босанском Грахову и Босанском Петровцу. У Босни и Херцеговини Срби насељавају области: Босне, Крајине, Семберије, Херцеговине, Посавине, Бирча и Подриња па се према регионалној припадности могу називати: Крајишницима, Босанцима, Бирчанима, Посавцима, Семберцима, Херцеговцима, Подрињцима.
Од 15. до 19. века, православни Срби у данашњој Босни и Херцеговини често су били прогоњени у Османском царству али су исто тако дизали буне и устанке против Османлија. Период  20. века обележили су окупација и прогони Аустро-Угарске, борба против окупатора у Другом свјетском рату (Срби чинили натполовичну већину у оба покрета отпора у БХ) те геноцид у Другом светском рату. Политичка превирања и лоши економски услови изазвали су више таласа емиграције. Деведесетих година  20. века. током и након Одбрамбено-отаџбинског рата, многи Срби из БиХ су се преселили у Србију и иностранство.
Низ Срба из БХ је остварио значајне успјехе у свим пољима дјеловања, како у Српској и БХ, тако и у Србији и иностранству. Српски трговци и касније банкари и привредници били су убједљиво доминантни у 18, 19. и на почетку 20. вијека. За вријеме трајања османске окупације неколико појединаца српског поријекла из данашње Босне и Херцеговине је заузимало водеће позиције у политици и војсци Османског царства. Српски сликари уводили су европске сликарске трендове и стилове у БХ.

## Историја Срба у Босни и Херцеговини

### Средњи вијек
Срби су населили Балкан у 6. и 7. веку. Према Порфирогенитовом De Administrando Imperio (око 960), Срби су населили и простор који се данас назива Босна и Херцеговина. Насељавали су и владали Србијом, која је укључивала "Босну" (са два насељена града; Котор и Десник) и "Расцију", и поморске кнежевине Травунију, Захумље и Паганију, прва двије су грубо подијељене ријеком Неретву ( укључујући и оно што је данас Херцеговина). У Србији је у то вријеме владала династија Властимировића. Током владавине Мутимира (р. 851-891), Срби су били христијанизовани. Срби су били важни византијски савезници; флоте Захумља, Травуније и Конавала (српски "Поморје") су послате да се боре против Сарацена(Арапа) који су напали град Рагуса (Дубровник) 869. године, на непосредан захтјев Василија Првог, кога су Дубровчани измолили за помоћ. Територијом Босне владало је неколико српских династија, готово у читавом континуитету средњег вијека. Босном или већином данашњих подручја владали су Властимировићи, Војислављевићи, Немањићи и Котроманићи, као владарске династије, и више обласних племићких српских породица(у познијем средњем вијеку Косаче, Раденовићи итд.). Кнез Петар (892—917), поразио је Тишемира у Босни, припајајући долину Босне. Петар је преузео Неретву, након чега је, чини се, дошао у сукоб са Михајлом, бугарском вазалном владаоцем Захумља (са Травунијом и Дукљом).
Властимировићи (негде Вишеславићи или Војиславићи) су прва српска владарска династија о којој постоје историјске биљешке, а која је владала Кнежевином Србијом од 7. до 10. века. Цар Константин VII Порфирогенит у свом делу De administrando imperio посвећује осам поглавља досељавању Срба и Хрвата на Балкан. У поднаслову једног поглавља стоји О Србима и земљи у којој сада обитавају и говори о поријеклу, постојбини и познатим члановима српске владарске породице. Врховни поглавар Срба у Бијелој Србији је имао два сина од којих је један узео пола народа и отишао цару Ираклију тражећи од њега да му да на дар земљу на којој ће се са својим народом населити, док је други син остао да након оца влада Белом Србијом. Србима који су дошли на Балкан наставили су да владају потомци њиховог вође (син, потом унук и тако редом), а први владар кога знамо по имену је Вишеслав (Војислав) за кога се сматра да је владао око 780. године. После њега влада његов син Радослав, кога наслеђује његов син Просигој. Након доласка на Балкан, Срби су формирали неколико међусобно повезаних кнежевина. Средином 9. века, формира се јако државно средиште под кнезом Властимиром. Властимир (9. век–860) је први српски жупан (кнез) о коме постоји више података. Он је син жупана Просигоја, владао је врло успјешно Србијом. У трогодишњем рату (који је био у времену од 836. до 852. год) против бугарског хана Пресијана Властимир је био побједник. Да би и са запада осигурао своју државу, удао је своју ћерку Крајину за требињског жупана Белу, подаривши му титулу кнеза ("архонта"). Тиме је Травунију вазално везао за Србију (Рашку), у чијем је саставу она остала као зависна, вазална област, до друге половине 10. вијека. Властимира наслеђује најстарији син Мутимир. Мутимир је са својом браћом Стојимиром и Гојником успешно одбио нови бугарски напад на Србију за време Бориса (852—888), када Бугарска почиње да јача, али је и Србија (Рашка) постала доста снажна држава. У време жупана Мутимира извршено је „Крштење Србије“ 879. године. Последњи владар из рода Властимировића, кнез(негдје Краљ, односно Архонт) Часлав је, уз помоћ и подршку Византије, обновио и ојачао српску државу, тако да је она могла да парира тадашњем Бугарском царству. Смрћу цара Симеона (927), он долази у Србију из Бугарске (гдје је провео готово цијели дотадашњи живот), те уз помоћ Византије обнавља своју државу. Тада је Србија (Рашка), поред централних области, обухватала Босну и Травунију. Само је Хум, од земаља гдје су живели Срби (као и у свим просторима од Цетине до Бојане, како свједочи Константин VII Порфирогенит) остао неприпојен Србији; њиме је управљао Михајло Вишевић. који се после пораза Бугара од Византије ставио под њихову заштиту. Како су крајем 9. века у Панонију стигли Угри (Мађари), они су својим брзим коњима из подунавске равнице (Дунава и Тисе) правили упаде у српске земље, нарочито у Босну, али их је сузбио српски жупан (кнез) Часлав, погубивши у једном окршају угарског кнеза Киза. Да би се Угри осветили, како нас обавјештава Барски родослов (Љетопис попа Дукљанина), они су у ноћном препаду у данашњој Мачви заробили жупана Часлава и са блиским рођацима бацили у Саву. У вријеме византијског цара Јована Цимискије (969–976) Византија ће покорити Бугарску и Србију све до реке Дунава. После његове смрти, Србија се распада по принципу феудалне раздробљености.
Војислављевићи су српска средњовијековна династија, која је наследила власт над Дукљом преко Јована Владимира и српске династије Властимировића. Ова владарска лоза владала је Дукљом и околним подручјима, укључујући и Захумље, Рашку и Босну. Њихова владавина је трајала од 1018. до 1186. године, када је примат преузела династија Немањић. Војислављевићи носе име по Травунском племићу по имену Стефан Војислав, који је био синовац владара Дукље Светог Јована Владимира. Он је такође био и унук Љутимира, посљедњег кнеза Рашке. Када је поново Византија окупирала Рашку, кнез Војислав и његов син Михаило, који је рођен након 1042. и који је постао Велики жупан Зете 1050/1055, обновили су кнежевину и задржали независност од Византије(Источног римског царства). Након Михаила постављен је његов син Петрислав за великог кнеза Дукље. Икона краља Михајла са круном се и даље чува у Цркви Светог Михајла у Стону, на полуострву Пељешац. Наследио га је његов син Константин Бодин, који је владао од 1080. до 1101. Вукан и Марко, нови кнезови Рашке су вероватно били синови поменутог Петрислава. Вукан (1083—1115) је био Велики жупан док није Марку предао управљање Дукљом. Византијски цар Алексије I Комнин касније је приморао Вукана да призна врховну власт Византије 1094. године. Након Бодинове смрти 1101. године непрестане борбе за власт између његових наследника ослабиле су државу. Бодин је претходно прогнао Доброслава, његовог млађег брата, заједно са својим рођаком Кочапаром. 1101. године они су се вратили и наставили борбе за власт у Дукљи. Године 1114, Ђорђе, син Константина Бодина, преузео је власт у Дукљи. Следеће године Вукана замјењује синовац Урош I Вукановић (око 1115—1131) у Рашкој. Ђорђева владавина је трајала до 1118. године. Један од синова Уроша I био је Завида, кнез Захумља. Његова четири сина ће на крају довести до тога да власт над Рашком преузме династија Немањићии.
Немањићи су средњовијековна српска династија која је владала Србијом више од два века и остварила највеће проширење средњовековне Србије. Династија је названа по Стефану Немањи I, оснивачу династије који је повезан са Вукановићима по мушкој линији и са Војислављевићима по женској линији. У династији има једанаест владара, с тим што се династија можда наставила, женском линијом у династију Лазаревића. Како су Лазаревићи родбински повезани са династијом Бранковића, који су владали дијелом Срба до прве половине 16. вијека постоји могућност да су по женској линији и ти Бранковићи били потомци Немањића. Династија Немањића "углавном је владала претежно Херцеговином, а повремено и свим дијеловима Босне, а Подриње, Сребреница, Посавина, Усора и Соли Стефан Драгутин (српски Стефан Драгутин, умро 12. марта 1316) био је краљ Србије од 1276-82. и краљ Сријема од 1282. до 1316. године. Владао је Србијом која је обухватала велике дијелове данашње Босне, све до његовог одрицања 1282. године, када се разболио. Сријемски краљ и његов млађи брат наслиједио га је као владара Србије, а касније је постао монах и променио име у Теокист. Српски Цар Стефан Душан Силни, је овладао цијелом територијом данашње Босне и Херцеговине, и прогласио се Царем Срба, Грка и Бугара. Послије његове смрти Котроманићи поново наступају као суверени владари тог простора.
Котроманићи су били српска владарска династија у средњовијековној Босни, која је владала приближно од 1250. до 1463. године. Котроманићи су били чланови касносредњовјековних босанских племићких и касније краљевских династија. Подижући се на власт средином 13. стољећа као банови Босне, са контролом над нешто више од долине истоимене ријеке, Котроманићи владари су проширили своје подручје кроз серију освајања како би укључили готово сав данашњу Босну и Херцеговину, велики делови данашње Хрватске и делови данашње Србије и Црне Горе, а Твртко Iје 1377. године успоставио Краљевину Босну. Котроманић је био у браку са неколико југоисточних и централноевропских краљевских кућа. Последњи суверен, Стјепан Томашевић, кратко је владао као српски деспот 1459. године и као краљ Босне између 1461-63. Године, пре него што је изгубио обје земље - и главу - од стране Турака Османлија. Босна се као област први пут помиње у 32. глави списа О управљању Царством византијског цара Константина Порфирогенита чији је наслов „О Србима и земљи у којој сада станују“. На крају те главе византијски писац наводи насељена места у Србији и у области Босна која је тада обухватала тзв. Врхбосну односно горњи ток истоимене реке око данашњег Сарајева. После распада прве српске државе на Балканском полуострву око 960. године, Босна улази у састав Самуилове државе (976—1018). После њене пропасти улази у састав Византије, да би је Константин Бодин (1081—1101) припојио око 1081. године краљевини Зети, а на њено чело је поставио кнеза Стефана. У процесу распадања српске краљевине у Зети, банови Босне од 1137. године признају врховну власт краља Мађарске. Током владавине византијског цара Манојла Комнина (1143—1180) и његове офанзивне политике на свим фронтовима улази 1167. године у састав Византије и тада ње у њој јавља први значајнији владар бан Кулин (1180—1204) чија сестра је била удата за захумског кнеза Мирослава, брата Стефана Немање ((1166)1168—1196). У то доба се у њој јавља и богумилски покрет који се временом претвара у тзв. цркву босанску која ће бити карактеристична за Босну до самог краја њеног постојања. Крстјане у Босни су поред владара Босне штитили и српски епископи, што су римокатолици осуђивали јер су им реметили планове о покрштавању становништва. Заштиту су од српских епископа уважавали као једноверни у православљу и једноплемени са Србима у Србији.
Током цијелог XIII и у првој половини 14. века бановина Босна ће номинално признавати власт краљева Мађарске, иако у пракси та превласт није постојала или је постојала колико и боравак мађарских снага на тлу бановине. Током владавине Стефана II (1322—1353) и Твртка I (бан 1353—1377, краљ 1377—1391) Босна се проширује и оснажује, а цео процес бива крунисан Твртковим овенчавањем за краља 1377. године у манастиру Милешева. Међутим већ после његове смрти, краљевина почиње да слаби. Изнутра је разарају моћне феудалне породице: Косаче (Хум), Павловићи (источна Босна) и Вукчићи (западна Босна), док је споља изложена сталним нападима краљевине Угарске која је напада под окриљем крсташког рата против богумила, а од 1395. године и због одредбе ђаковачког уговора по којој је Жигмунд Луксембуршки (1387—1437) требало да наследи краљевину Босну, после смрти Стефана Дабише (1391—1395). Већ од првих деценија 15. века у унутрашње борбе у Босни се укључују и Османлије, прво на позив домаћих великаша, а потом и као самостална освајачка сила. Током цијеле прве половине 15. века на простору краљевине Босне се воде стални ратови између краља, великаша, Мађара и Османлија, а сама држава се наизменично налази у вазалним односима час према краљевини Мађарској, час према Отоманској империји, а понекад и према обема државама истовремено. Сукоби краља и великаша довели су до издвајања јужног дела краљевине 1448. године у засебну државу под вођством Стефана Вукчића Косаче као херцешство светога Саве односно Херцеговина. Последњи краљеви Босне Стефан Томаш (1443—1461) и Стефан Томашевић (деспот Србије 1459, краљ Босне 1461—1463) су покушали да прихватањем католицизма отклоне опасност од Мађара и добију подршку папске курије у борби против Османског царства, али у одсудно тренутку та помоћ није стигла и краљевина Босна је практично без борбе (шаптом) 1463. године пала у руке Османлија, а њен последњи краљ и последњи деспот Србије Стефан Томашевић је погубљен у Јајцу и поред обећања да ће му бити поштеђен живот.
Војводство Светог Саве српска је касна средњовијековна држава која је постојала у вријеме османског освајања Балканског полуострва. Њом су владали Стефан Вукчић и његов син Владислав, чланови племићке породице Косаче, а захватала је дијелове савремене Босне и Херцеговине, Србије, Хрватске и Црне Горе. Средиште војводства је било у Брезници на простору данашње Црне Горе. Стефанова титула је била „Војвода од Светог Саве”, по првом српском архиепископу Светом Сави. Њемачки превод ријечи војвода је херцег, титула по којој ће касније име добити данашња област Херцеговина, коју су Османлије користиле као назив за покрајину која је претворена у османски санџак (тур. Hersek Sancağı). У документима послатима цару Светог римског царства Фридриху III 20. јануара 1448, Стефан Вукчић Косача назива себе „војводом Светог Саве”, „господарем Хумским и Приморским” и „великим војводом” и приморава босанског краља да га као таквог призна. Титула „Војвода Светог Саве” је имала значајну вриједност за јавност, јер су Савине мошти, које су се налазиле у манастиру Милешева, чудотворним сматрали људи свих хришћанских вјера у региону.

### У саставу Османског царства
Битка код Билеће водила се у августу 1388. године између снага Краљевине Босне које је предводио српски војвода Влатко Вуковић и Турци Османлије под водством Лале Шахина Паше. Представља један од првих турских упада на територију српских земаља Босне и Херцеговине. Отоманска војска провалила је у Захумље, јужни регион краљевства. Након дана пљачке, освајачи су се сукобили са силом одбране у близини града Билеће, завршивши одлучном побједом Срба. Битку на Билећи Срби Босне и Херцеговине прослављају као једну од првих побједа против исламског отоманског непријатеља који је заувијек промијенио природу њихове земље.
Срби из Босне често су помагали укупну српску борбу против османског освајања разних српских земаља. На примјер, Херцеговачки војвода Влатко Вуковић учествовао је и у Косовској бици.
Крајем 14. и средином 15. вијека, Османско царство је почело да осваја Босну. Године 1451. заузели су покрајину Врхбосну и освојили Босну 1463. године. Херцеговина је освојена 1481. године. Као Срби у другим подручјима Балканског полуострва, Срби у Босни и Херцеговини такође су се опирали османским и исламским освајањима.
У попису босанског санџака из 1468/1460 забележено је 37.125 хришћанских породица и 322 муслиманске породице.
После пада, Срби су били изложени разним прогонима, ратним злочинима, угњетавању и геноциду од стране муслимана, укључујући и злогласни систем "Данка у крви", присилне асимилације, разне шеријатске неједнакости, укључујући присилни рад, џизју, оштро опорезивање и ропство. Иако се њихов проценат у укупном становништву смањио, православни Срби су успјели да остану релативна већина у својој земљи и чине територијалну већину на територији савремене Босне(фактички до позног 20. вијека), јер су православни Срби традиционално били рурално становништво у Босни, док су муслимани чешће били градске популације, због својих услуга као градских стражара и трговаца.
Босански Срби су се често бунили против отоманске владавине. Српски устанак 1596-97 био је потиснут у Гацко. То је био дио шире српске борбе против Османлија, у корист Аустрије и Венеције.
Грдан (15? — 1612) је био војвода херцеговачког племена Никшићи. Подигао је устанак племена (Дробњака, Пивљана, Риђана и Никшића) против османске власти, 1597. године (Грданов устанак). Велику улогу у организацији борбе имао је и пећки патријарх Јован (1592—1614) који је са Грданом послао изасланике у Рим, ради тражења војне помоћи од папе Климента VIII. Послије пораза устаничких снага на Гатачком пољу, долази до привременог измирења војводе Грдана (и његових присталица) са османским властима (које је представљао Ахмет-паша Кадум). Војвода Грдан и патријарх Јован су наставили контакте и са наследником Климента VIII, папом Павлом V (1605—1621) у циљу стварања хришћанске лиге против Османлија. Устаници су узалудно тражили помоћ од Аустрије и шпанског Напуља. Године 1608, у марту, након скупа у манастиру Косијерево, Грдан и херцеговачки главари упућују писмо и војводи Карлу Емануелу I Савојском, у знак подршке његовим ослободилачким плановима. Са скупа у манастиру Морачи, априла 1608. старохерцеговачки главари упућују писмо папи Павлу Петом, да утиче на шпанску одлуку о помоћи. На новом скупу у манастиру Морачи, 13. децембра 1608. године, главари (јужне херцеговине, Брда, Старе Црне Горе, Задриме и Метохије) проглашавају савојског војводу за свог јединог земаљског краља и господина. Међутим, шпански двор (због других планова на западу и пријетње од млетачке и османске флоте) одустао је од покретања крсташког рата на Балкану. Војвода Грдан је умро 1612. године, а као никшићког војводу га насљеђује његов син Јован. Грданов синовац, Петар Николин, касније ће од Османлија добити берат, као ћехаја и кнез села никшићке нахије.

### Опадање моћи Отоманске царевине
Оквирно четвртина војвода из устаничке Србије је била рођена у модерној БиХ или прва генерација избеглица са истог простора.
Прота Матија Ненадовић је 1803. посетио Сарајевске Србе са намером да се придруже устанку. Коначни циљ је био да се два устаничка покрета ”састану у Сарајеву”.
Прва Машићка буна је била српска побуна против турске власти у Босанском пашалуку, која се десила 1806. године у селу Машићи у околини Градишке. Поједини историчари повезују је с почетком дјеловања Јована Јанчића-Сарајлије, па се због тога у неким извори поистовјећује са Јанчићевом буном, која је избила 1809. године. Прва Машићка буна представља први устанак српског становништва против Османског царства, на простору Босанске Крајине. Иако је буна веома брзо угушена, а њене вође или побијене или протјеране, овај догађај уједно означава почетак све чешћих буна, које ће на крају прерасти у Босанско-херцеговачки устанак.
Године 1809. у Градишци је избила Јанчићева буна. Ова побуна је била део Српске револуције и покушај српских побуњеника у Босни да се повежу са српским побуњеницима у Смедеревском санџаку и покрену офанзиву у Босну.
Године 1834. у Градишци је избила побуна свештеника Јовице. Године 1858. у Кнешпољу је избила Прва Пецијина Буна.
Требавска буна, позната и као Протина или Посавска буна, је била буна из 1858. године уперена против бегова ради успостављања трећине и других терета које су на кметове бегови наваљивали. Десетак година пред буну, турска влада донијела је закон по коме се олакшавају и праведније уређују односи између кметова и бегова. Тај закон (реформу) бегови нису поштовали јер им није ишао у прилог. Било је више покушаја да се проблем ријеши преговорима. Опуномоћени сељаци су преговоре водили и у Травнику за вријеме Тахир-паше.
Због лоших исхода преговора и неодржаних обећања од стране бегова, требавска села заједно са посавским почеше организовати буну. Из овог краја у буни су учествовала ова села: Осјечани Горњи и Осјечани Доњи, Чивчије, Палежница Горња, Палежница Доња, Кожухе, Копривна, Толиса, Врањак и Зелиња. Вође буне за ова села су били: протојереј Павле Трифуновић из Осјечана и хаџи-поп Петко Јагодић из Врањака. Главна битка је вођена два дана на Дугој Њиви, на Требави. Забарикадиране устанике (око 3.000), из правца Грачанице напала је турска пјешадија и коњица (око 5.000 војника) 28. септембра 1858. У ноћи дугог дана битке 29. септембра 1858. устаници се повукоше с положаја због мањка муниције. Затим је настала освета и хајка на вође устанка по селима 1. октобра 1858. године.
Од 1815. до 1878. године отоманска власт у Босни и Херцеговини се смањивала. Након реорганизације отоманске војске и укидања јаничара, босански племић се побунио, предвођен Хусеином Градашчевићем, који је желио успоставити аутономију у Босни и Херцеговини и зауставити даљње друштвене реформе. Током деветнаестог вијека извршене су различите реформе како би се повећала слобода вјероисповијести која је заоштрила односе између католика и муслимана у Босни и Херцеговини. Ускоро би дошло до пропадања економије и националистичког утицаја из Европе у Босну и Херцеговину.

### Невесињска пушка и Берлински конгрес
Пошто је државна управа била врло неорганизована и национална савјест била врло јака међу кршћанском популацијом, Отоманско царство је изгубило контролу над Босном и Херцеговином. Српско становништво у Херцеговини се побунило, што је довело до устанка у Херцеговини. Отоманске власти нису могле побиједити побуњенике, па су српске кнежевине Србија и Црна Гора искористиле ову слабост и напале Отоманско царство 1876. године, убрзо након што је то учинило и Руско царство. Турци су изгубили рат 1878. године. Након што је исте године одржан Берлински конгрес, мандат Босне и Херцеговине пребачен је у Аустро-Угарско царство.
Конкретније, 1875. године, у Босанском Вилајету избио је устанак у Херцеговини. Дана 2. јула 1876. године Голуб Бабић и његови 71 команданата потписали су "Проглашење уједињења Босне са Србијом". Овај догађај је међу српским историчарима често познат као "Трећи Српски Устанак". Ова побуна је директно довела до независности српских кнежевина у Црној Гори и Србији. Трајао је од 1875. до аустроугарске окупације 1878. године. Током 1876. године, током овог „Трећег српског устанка“ у Босни и Херцеговини (1875—1878), Босна и Херцеговина и њено српско народно руководство прогласили су јединство и припајање Србији (" Проглашење уједињења Босне са Србијом ”), под Књазом Миланом IV Обреновићем. Невесињска пушка, Босанско-херцеговачки устанак или Херцеговачки устанак је српски устанак подигнут у околини Невесиња 1875. године против османлијске власти и убрзо се проширио на цијелу Босну и Херцеговину. Устанике су подржале оружјем и добровољцима Књажевина Црна Гора и Кнежевина Србија што је довело до отпочињања Српско-турског рата и настанка тзв. Велике источне кризе. Посљедица устанка и ратова који су вођени против Османске империје био је Берлински конгрес (1878) на коме су Црна Гора и Србија добиле независност и територијална проширења, док је Аустроугарска на 30 година окупирала Босну и Херцеговину која је де јуре остала у саставу Османске империје. У устанку су се истакли Трипко Вукаловић, Мићо Љубибратић, Максим Баћовић, Лазар Сочица, Перо Тунгуз, Јован Гутић, Пеција Петровић, Голуб Бабић, Стојан Ковачевић и Богдан Зимоњић. Први значајан успјех је дошао 29. августа при нападу на Невесиње. Град брани 370 низама, одред башибозука и у Оџаку још 300 коњаника. Напад изводи 700 Црногораца и 2.700 устаника послије заузимања утврде Корита од стране устаника. За један дан борби заузет је читав град осим утврђеног дијела, и заплијењена велика количина намирница и оружја. Овај успјех је помогао преговорима са Портом, а у јужнославенским градовима се организује помоћ устаницима. Београд, Нови Сад, Загреб, Трст, Дубровник и Цетиње добијају комитете за помоћ устаницима. Залагањем Ђузепе Гарибалдија и других се оснивају комитети и у Риму, Венецији, Лондону, Бечу и другдје. Прољеће 1876. доноси наставак акција устаника нарочито на Козари, Просари, Грмечу, Вучјаку и Мотајици. Голуб Бабић је зими набавио 200 пушака острагуша, и барут и олово за њих. Главна управа уз Бабића има и Илију Билбију и Тодора Сучевића. Бабић не напада добро утврђене и брањене градове, већ врши успјешне нападе на мање турске снаге. 30. јуна Србија улази у рат против Турске што помаже устаницима. Устаничко руководство 2. јула 1876. издаје проглас о уједињењу Босне са кнежевином Србијом. Голуб Бабић са устаницима 9. јула осваја Саницу и Бравско а 2-7. јула Босанско Грахово. Турци су изгубили рат 1878. године. Након што је исте године одржан Берлински Конгрес, Босна и Херцеговина је окупирана од стране Аустро-Угарске. Током разних балканских ослободилачких ратова (српска револуција 1804-1830, балкански ратови 1875-1878, или балкански ратови 1912-1913 итд.) Муслиманско становништво са свих страна Балкана поступно је насељавало последње џепове османске власти на Балкану, од којих је један је Босна.

### Аустро-Угарска окупација
Године 1878. Босна и Херцеговина је постала протекторат Аустро-Угарске, чему су се Срби снажно противили, чак и покретањем герилских операција против аустроугарских снага. Чак и након пада османске власти, становништво Босне и Херцеговине било је подијељено. Српски политичари у Краљевини Србији и Кнежевини Црној Гори тежили су да БиХ припоје јединственој српској држави и та тежња је често изазивала политичке тензије са Аустро-Угарском. Још једна амбиција српских политичара била је да инкорпорирају Кондоминијум Босне и Херцеговине у Краљевину Србију. Хабсбуршки гувернер Бењамин Калај је прибјегао кооптацији вјерских институција. Он је спроводио политику десрбизације, и уопште анти-српску политику. Покушао је асимиловати Србе и створити вјештачку "Босанску нацију". Ускоро је аустријски цар добио подршку именовања православних метрополита и католичких бискупа и избора муслиманске хијерархије.
У то вријеме, Босна и Херцеговина се суочавала са хабсбуршким покушајем модернизације. Већина су били Срби, док су Муслимани и Хрвати били мањина, а у још мањим процентима Словенци, Чеси и други. У овом периоду најзначајнији догађај је улазак БиХ у европски политички живот и обликовање етничких Срба у Босни и Херцеговини у модерну нацију. Крајем 19. вијека Срби у БиХ основали су различита читалачка, културна и пјевачка друштва, а почетком 20. вијека нова интелигенција Срба у БиХ одиграла је главну улогу у политичком животу Срба. Једна од главних српских културних и националних организација биле су Просвјета, Босанска Вила и Зора, између осталих. Српске националне организације биле су фокусиране на очување српског језика, историје и културе. Прве српске соколске заједнице на садашњој територији Босне и Херцеговине основале су крајем 19. вијека интелектуалци. Стеван Жакула се памти као истакнути радник у отварању и одржавању соколских и гимнастичких клубова. Жакула је био покретач оснивања Српског гимнастичког друштва "Обилић" у Мостару и Спортско-гимнастичког друштва "Српско соко" у Тузли. Соколска друштва су основана и у другим градовима широм Босне и Херцеговине. Српски трговци у данашњој Босни и Херцеговини су, према европским као и турским изворима, доминирали трговином и градским пословима на територији БиХ. Њихова превласт је установљена у 18. вијеку а додатно је утврђена у 19. веку. Сва трговина Босне и Херцеговине са трговачким центрима Дубровником и Трстом била је у рукама Срба, док су римокатолици били искључени. Срби су у 19. вијеку направили значајну добит у посредовању у трговини и трговачким пословима са турском војском. Домаћи муслимани бавили су се примарно ситном трговином. Главница трговине са европским тржиштем ишла ја преко српских трговаца, који су у овом историјском периоду подизали највеће и најлепше куће. Исто тако, Срби су предњачили у оснивању земљорадничких кредитних задруга. Године 1913. Срби су држали 192 земљорадничке кредитне задруге, Хрвати 64, 10 Немци, 4 Муслимани и 1 Украјинци. Током периода аустроугарске власти у Босни и Херцеговини, Срби су били и најуспешнији банкари. Држали су 26 банака, док  су католици имали 10 а муслимани 8.
Године 1908. Аустро-Угарска је анексирала Босну и Херцеговину, у овом тренутку насељену већинским српским становништвом, супротстављајући се правцима Берлинског конгреса, што је изазвало пометњу у Црној Гори и Србији. Ова криза анексије била је један од разлога за касније тензије које су довеле до ерупције Првог свјетског рата. Први парламентарни избори у Босни и Херцеговини одржани су 1910. године, а побједник је била Национална организација Србије. Омладина из редова сва три народа у Босни и Херцеговини стварају тајну организацију названу „Млада Босна", чији је циљ борба против аустроугарске окупаторске власти. Методи борбе су атентати на значајне аустроугарске носиоце власти у Босни и Херцеговини. Крајњи циљ њихове борбе су ослобођење и уједињење свих јужнословенских земаља. Идол свих припадника „Младе Босне" је Богдан Жерајић, који је након неуспјелог атентата на генерала Варешанина испио отров и умро. Руководећи се том жртвом Гаврило Принцип је 28. јуна 1914. године извршио атентат на аустроугарског престолонасљедника Франца Фердинанда. Сарајевски атентат био је повод за избијање Првог свјетског рата. Први свјетски рат који је довео до пораза Аустро-Угарске и укључивања Босне и Херцеговине у Краљевину Југославију.
У периоду аустроугарске окупације и за вријеме Првог свјетског рата, аустроугарске је водила активан пропагандни рад против Срба и негирала њихов континуитет на простору данашње Босне и Херцеговине. Тако за  потребе аустроугарске војске хрватски књижевник Иво Пилар 20. октобра 1914. саставља мемоар о пореклу Срба у Босни, у којем говори о романском пучанству тамнога комплекса и за потребе документа наводи како Срби насељавају Босну од 1463. након турског освајања. Део аустроугарских пропагандних концепата наслијеђен је и рециклиран у СФРЈ и током ратова деведесетих.

### Ослобођење и Уједињење - Уједињена Србија и Краљевство Срба, Хрвата и Словенаца
У модерној српској политичкој мисли 19. и 20. стољећа, никада није постојала идеја етничког чишћења Босне и Херцеговине.
Током Првог свјетског рата, Срби у Босни су често били окривљени за избијање рата, атентат на надвојводу Франца Фердинанда, и били су подвргнути прогону од стране аустроугарске власти, укључујући интернирање и пљачку њиховог бизниса, од стране људи који су били подстакнути на етничко насиље. Штрајф-корпус, штрајфкори или страфуни (штрафуни) (  — гранични покретни добровољачки одреди, гранична пјешадија, патролни корпус) је назив за специјалне одреде аустроугарске војске састављене првенствено од локалног муслиманског становништва, односно добровољаца из састава редовних снага аустроугарске војске. Ове војне одреде је аустроугарска власт организовала 1908. године за борбу против „побуњеника“ и „потенцијалних побуњеника“. Под побуњеницима и потенцијалним побуњеницима се готово искључиво мислило на Србе. Шуцкори (  — заштитне чете, заштитни војни одреди, нерегуларна милиција) (једнина шуцкор, рјеђе шушкори), је назив за припадника аустроугарских заштитних војних одреда. У српском језику овај германизам се везује за припаднике аустроугарских војних чета, војне милиције, војних одреда, специјалних јединица жандармерије у аустроугарскојпровинцији Босни и Херцеговини, који су били активни на подручју ове аустроугарске провинције од 1908. до 1918. године, и на подручју Краљевине Србије у периоду 1914—1918. године, односно током Првог свјетског рата. Ови одреди су најчешће били састављени од Муслимана и Хрвата, а били су познати по многобројним ратним злочинима почињеним над Србима. Поред злочина, приписује им се и етничко чишћење српског становништва на подручју аустроугарске провинције БиХ. Етничко чишћење Срба се посебно веже за просторе Херцеговине и Подриња.
Босанско-херцеговачки Срби су масовно служили у војскама Србије и Црне Горе, јер су осјећали оданост свеукупном српском циљу. Срби у БиХ су такође служили у аустријској војсци и били су лојални Аустро-Угарској када их је слала на италијански фронт, али су често напуштали и мијењали стране када су их слали на руски фронт или на српски фронт. Многи Срби су подржавали напредовање братске црногорске српске војске, када је ушла у Херцеговину, а 1914. године када је напредовала у близини Сарајева, јер је, као краљ Црне Горе, Краљ Никола Први Петровић-Његош био врло популаран међу босанско-херцеговачким Србима због својих пан-Српских и српских националистичких ставова и помоћи током херцеговачких устанака у деветнаестом вијеку.
Након Првог свјетског рата, Босна и Херцеговина је постала дио међународно непризнате државе Словенаца, Хрвата и Срба која је постојала од октобра до децембра 1918. године. У децембру 1918. ова се држава ујединила са Краљевином Србијом (у својим границама из 1918), као Краљевство Срба, Хрвата и Словенаца, која је преименована у Краљевину Југославију 1929. године. Чак и са око 45% Срба који живе у Босни и Херцеговини, далеко више од било које друге групе у Босни, српско руководство државе одлучило је да прихвати захтеве муслиманског представника Мехмеда Спаха, и поштују предратни територијални интегритет Босне и Херцеговине, те стога не мијењају унутрашње границе Босне. Срби су чинили око половине укупног становништва Босне и Херцеговине, али су чинили огромну територијалну већину и једнострано су прогласили унију са Србијом, други пут у модерној историји, сада 1918. године. Укупно, 42 од 54 општине у Босни и Херцеговини, су прогласиле унију (анексију) Србији, без одобрења „Народне југословенске“ владе у Сарајеву, без консултација са њима, 1918. године. Режим Краљевине Југославије био је окарактерисан ограниченим парламентаризмом и етничким тензијама, углавном између Хрвата и Срба. Држава краљевства је постала страшна и краљ Александар је био приморан да прогласи диктатуру 6. јануара 1929. године. Краљевство је преименовано у Југославију, подељено у нове територијалне цјелине зване Бановине. Југославија је била преокупирана политичким борбама, што је довело до колапса државе након што је Душан Симовић у марту 1941. организовао државни удар и након чега је нацистичка Немачка напала Југославију.
Краљ Александар је убијен 1934. године, што је довело до краја диктатуре. Током 1939. године, суочена са убиствима, корупцијским скандалима, насиљем и неуспехом централизоване политике, српско руководство сложило се са компромисом са Хрватима. Бановине су касније, 1939. године, еволуирале у коначни приједлог за подјелу заједничке државе на три дијела или три бановине, једну словеначку бановину, једну хрватску и једну српску, од којих је свака обухватила већину етничког простора сваке етничке групе. Већина територије данашње Босне и Херцеговине требало је да буде дио Бановине Србије, јер је већина територије Босне и Херцеговине била насељена већином српским становништвом, а Срби су чинили укупну релативну већину. Дана 24. августа 1939. године предсједник Хрватске сељачке странке Влатко Мачек и Драгиша Цветковић склопили су споразум (споразум Цветковић-Мачек) према којем је Бановина Хрватска створена уз многе уступке на српској страни. Срби у Далмацији, Славонији, Крајини и Посавини налазили су се у хрватском ентитету унутар Југославије, док практично ниједан Хрват није остао у српском федералном ентитету 1939. године.
Већина Срба у БиХ подржавала је федералистичку политику Прибићевића током Краљевине Југославије.

### Други свјетски рат и геноцид
Током Другог свјетског рата, Срби у БиХ су стављени под власт фашистичког усташког режима у Независној Држави Хрватској. Под усташком влашћу Срби су заједно са Јеврејима и Ромима били подвргнути систематском геноциду где су стотине хиљада цивилних Срба убијене. Према америчком Музеју холокауста, 320.000-340.000 Срба је убијено под усташком влашћу. Према Јад Вашем музеју и истраживачком центру за холокауст, "више од 500.000 Срба је убијено на ужасне садистичке начине, 250.000 је протјерано, а још 200.000 је било присиљено да се преобрати" током Другог свјетског рата у Независној Држави Хрватској (оквирно данашња Хрватска и БиХ).
Срби су претрпјели велики геноцид, а тиме и драстичну демографску промјену током Другог свјетског рата. Званична брутална политика Независне Државе Хрватске, која укључује протеривање, убиство и присилно покатоличавање православних Срба, допринијела је да се Срби никада демографски не опораве у Босни и Херцеговини. Федерални завод за статистику у Београду саставио је цифру од 179.173 лица погинулих у рату у Босни и Херцеговини током Другог свјетског рата: 129.114 Срба (72,1%); 29.539 Муслимана (16,5%); 7.850 Хрвата (4,4%); други (7%). Плановима нацистичке Њемачке и Независне Државе Хрватске 110.000 Срба је премјештено и превезено у окупирану Србију. Само у периоду од маја до августа 1941. године у Србију је протјерано преко 100.000 Срба. У жару рата Србија је имала 200.000 до 400.000 српских избеглица из усташке Босне и Херцеговине. До краја рата 137.000 Срба је трајно напустило територије Босне и Херцеговине.
Побуна око Санског Моста против усташа из маја 1941. била је потиснута за два дана, а устанак у источној Херцеговини у јуну 1941. године био је потиснут након двије седмице. Међутим, Срби су се постепено организовали у два покрета, четнички покрет и партизански покрет, у којима су у оба случаја доминирали борци српског поријекла, барем у почетним фазама борбе 1941. године. Херцеговина се побунила против власти Независне Државе Хрватске (НДХ), марионетске државе Осовине која је успостављена током Другог свјетског рата на територији поражене и окупиране Краљевине Југославије. Док је НДХ наметала своје овласти, чланови фашистичке усташке владајуће странке започели су кампању прогона Срба широм земље. У источној Херцеговини усташе су починиле низ масакра и напада на већинско српско становништво које је почело у првој седмици јуна. Између 3. и 22. јуна 1941. дошло је до спонтаних сукоба између власти НДХ и група Срба у региону.
Немачка инвазија на Совјетски Савез почела је 22. јуна. У наредна два дана спорадичне побуне Срба против НДХ у источној Херцеговини избиле су у масовну побуну, изазвану усташким прогоном, српском солидарношћу с руским народом, мржњом и страхом од власти НДХ и другим факторима. Српски побуњеници, под водством локалних Срба Херцеговаца и Срба Црногораца, напали су полицију, жандармерију, усташке и хрватске домобранске снаге у региону.
Највећи број антифашистичких борби и битака водиле су се углавном на подручјима у којима су живе Срби, попут битке на Неретви, битке код Сутјеске, операције Дрвар, битке на Козари и тако даље. Иако су Срби углавном били присталице ЈВуО, односно Четничког Покрета, они су такође чинили преко 90% чланова Партизанског покрета. Срби у Источној Босни, Херцеговини, Бирчу, Семберији, Романији и Подрињу су углавном подржавали Четнички Покрет, док су Срби Крајишници били чешће припадници партизанских јединица, иако не нужно комунисти. Без обзира за свој искључив допринос у револуционарној борби, као и борби против окупатора, комунисти су убили на хиљаде српских цивила, свештених лица, спалили на десетине храмова и спроводили културоцид над Србима у БиХ.
Између 1945. и 1948. године, након Другог свјетског рата, отприлике 70.000 Срба мигрирало је из Народне Републике Босне и Херцеговине у Српску Војводину након што су Нијемци отишли, што је било дио комунистичке политике демографског пражњења српских крајева.

### Срби у СР БиХ и у оквиру СФРЈ
Током комунистичке ере, Босна и Херцеговина је била насељена са три етничке групе: Хрватима, Србима и Муслиманима (касније преименованим у Бошњаке). Многи Срби су своју националност прогласили југословенском и као и све етничке групе у то време, Срби су сарађивали и били пријатељи са својим суграђанима, а истовремено су одржавали своју културу, првенствено кроз праћење српске православне цркве. Многи српски научници, интелектуалци, сељаци, обични грађани и културни дјелатници били су изложени прогону, дискриминацији и лажним оптужбама за "великосрпски национализам", монархизам и иредентизам. Комунизам-Титоизам је за Србе у БиХ, као и за остале Србе у СФРЈ представљао тешки идеолошки и идентитетски удар, сличан таласима римокатоличког и исламског конвертитства у претходним вијековима. Након одређене историјске дистанце може се засигурно рећи да је талас исламизације и османлијског освајања српских земаља, од Срба створио данашњу Бошњачку нацију(и дјелимично сјеверно-арбанашку), насилно покатоличавање превело већи број Срба у данашње славонске, далматинске и крајишке Хрвате, док је комунизам-титоизам створио данашње националне Црногорце и националне Македонце. АВНОЈ-ске границе су насилно и вјештачки подијелиле српски народ у више федералних јединица и Социјалистичких Република, и фактички је предратна територија Српске Бановине умањена за око двије трећине. Србији су АВНОЈ-ским границама формално-правно одузете Босна, Херцеговина, Крајина, Црна Гора (са Старом Херцеговином, Старом Рашком, Брдима, Боком которском и Приморјем), Македонија (Стара Србија), а фактички одузете су и АП Војводина (Срем, Банат, Бачка и Барања-припојена СР Хрватској) и АП Косово и Метохија. За стварање аутономних покрајина АП Војводине и АП Космета, искориштени су изговори мултиетничке слике тих српских регија, као и историје аутономије и државности Војводства Српскога у оквиру Хабзбуршке монархије, те се самим тим поставља питање, зашто Крајини, Славонији, Далмацији, и Истри није дат статус аутономних покрајина или федералних јединица, односно република, јер и оне испуњавају те услове вишеструко више неголи Космет или Војводина. Срби у БиХ су били изложени прогањању због својих политичких идеја, залагања за демократију, или претходну лојалност својој држави, цркви, и круни. Често су исељавани у Србију или ЦГ, што присилно, што подстрекивани да се добровољно исељавају. Спровођена је непотребна урбанизација и индустријализација, нарочито у српских руралним крајевима, не би ли се разбио сељачки начин живота Срба, и њихова традиција, култура и природни прираштај, односно наталитет.

### Распад Југославије, Грађански Рат у СР БиХ, Одбрамбено-Отаџбински Рат и Република Српска
Распад Југославије настао је као резултат низа политичких немира и сукоба током почетка деведесетих година 20. вијека. Након периода политичких криза осамдесетих година, дошло је до распада Социјалистичке Федеративне Републике Југославије, а неријешена питања изазвала су међуетничке сукобе. Ратна дешавања су се првенствено одвијала у СР Хрватској(федералној јединици СР Хрватској) и СР Босни и Херцеговини. Скупштина СР БиХ је нелегалним (противном уставу СФРЈ и СР БиХ, као и легалистичком институту конститутивности народа) прегласавањем српских представника, реагујући на догађаје у СФРЈ, 15. октобра 1991. године донела „Акт о реафирмацији суверености Републике Босне и Херцеговине“. Тим чином одлучено је да се повуку представници СР БиХ из рада органа СФРЈ док се не постигне договор између свих република које сачињавају Југославију. На то су пристали представници СДА и ХДЗ, док су представници СДС одбили дјеловати по донесеном акту. Овај акт је допринео стварању међунационалне напетости у СР БиХ и био увод у предстојеће ратне сукобе. Рат је узрокован због пораста национализма те комплексном комбинацијом политичке, друштвене и сигурносне кризе која је уследила након завршетка Хладног рата и распада СФРЈ. Рат је званично почео убиством старог свата у Сарајеву. На дан 1. марта 1992. другог дана референдума о независности СР Босне и Херцеговине, припадник Зелених беретки Рамиз Делић је пуцао на српску свадбену поворку на Башчаршији и притом убио младожењиног оца Николу Гардовића. Догађај је познат као убиство старог свата испред Старе цркве на Башчаршији. Наоружани Срби су исте вечери подигли барикаде по Сарајеву, а у раздобљу од 1. до 5. марта подигли су барикаде и у још неким градовима (Шамац, Дервента, Оџак). Муслимани су контролисали центар Сарајева, док су Срби контролисали остатак града, као и узвишења око њега. У месташцу Сијековац код Босанског Брода, у ноћи између 26. и 27. марта, Војска Републике Хрватске је прешла реку Саву и у сарадњи са муслиманским паравојним јединицама починила тежак злочин и убила 9 српских цивила. У масакру у Сијековцу страдало је укупно 46 Срба. Овим масакром су започети велики оружани сукоби у СР Босни и Херцеговини. Завршен је званичним потписивањем Дејтонског споразума. На територији Босне и Херцеговине српски народ је прије првих предлога о кантонизацији почео да се брои за формирање сопствених аутономних области. Муслиманска и хрватска већина, упркос чињеници да је до краја новембра поред Хрватске заједнице Херцег-Босне створена и заједница Средишње Босне, није прихватала ни оснивање заједнице општина са српском већином. Српски политички представници су до 27. новембра 1991. године створили пет српских аутономних области: Романија, Херцеговина, Бирач, Семберија и Сјеверна Босна, док је Босанска Крајина дефинисана као аутономна покрајина Крајина.
Након што је влада С. Републике Босне и Херцеговине нелегално прогласила независност, коју није прихватила федерална влада Југославије, српска аутономна област Босанска Крајина формирана је у западно-босанском пограничном подручју Босне и Херцеговине са својим пријестоним градом у Бања Лука, коју централна влада СР БиХ није признала. САО Босанска Крајина је покушала да се уједини са Аутономном регијом Српска Крајина у СР Хрватској. Српско политичко руководство ангажовало је своје снаге у помоћ Југословенској Народној Армије и приде прогласило независност од СР Босне и Херцеговине крајем 1992. године.
Бошњачка и бошњачко-хрватска влада у СР БиХ није признала нову Српску Републику Босну и Херцеговину, чији је предсједник био Радован Караџић са сједишта на Палама. Српска страна је прихватила предложену етничку кантонизацију Босне и Херцеговине (мировни план Карингтон-Кутољеро), као што су то учиниле бошњачке и бошњачко-хрватске стране у Лисабону 1992. године, у нади да неће избити рат. Бошњачко(Муслиманско) политичко руководство под предсједником Алијом Изетбеговићем из Босне и Херцеговине накнадно је опозвало споразум којим се одбија децентрализација новоосноване земље на основу етничких линија. Почео је грађански рат у Босни. Међу српским становништвом, рат је познат као "Одбрамбено-Отаџбински Рат". Срби и Војска Републике Српске (ВРС) су били бројчано надјачани и изоловани, суочени са редовном Хрватском војском (ХВ), Хрватским Вијећем Обране (ХВО), углавном муслиманском војском Босне и Херцеговине (АРБиХ), снагама аутономне покрајине Западне Босне и НАТО бомбардовањем(1993 и 1995). Најважније битке Одбрамбено-Отаџбинског Рата су засигурно Коридор 1992, Митровданска Офанзива 1992, те одбрана Крајине, Приједора и Бањалуке 1995.. Штавише, Срби су се суочили са ембаргом на оружје и санкцијама западних земаља, Русије, па чак и Србије и СР Југославије под Слободаном Милошевићем, који је 1993. године увео санкције против Републике Српске. Милошевић је подржао сваки мировни план који је предложила међународна заједница, чак и оне који нису предвиђали постојање Републике Српске.
Током већег дијела рата Срби су се борили против Бошњака (Муслимана) и Хрвата. За вријеме бошњачко-хрватских непријатељстава Срби су углавном сарађивали са Хрватима. Међутим, било је изузетака, јер су и српске снаге биле у савезу са пројугословенским Бошњацима Аутономне Покрајине Западне Босне под Фикретом Абдићем. Током већег дијела рата, Република Српска је држала око 70% територије сада већ бивше СР БиХ. Током читавог рата, Војска Републике Српске извршила је фактичку, иако ненамјерну опсаду Сарајева, како би везала муслиманске снаге и њихове ресурсе. Опсада је углавном била оправдана разлогом одбране сарајевских српских села која су била готово искључиво насељена етничким Србима. Република Српска је одржавала блиске везе са Републиком Српском Крајином и добијала добровољце и залихе из СР Југославије(Црне Горе и Р. Србије) током рата. РС је примила велики број српских избјеглица из других југославенских крајева, посебно из несрпских подручја у Сарајеву, Херцег-Босни и Хрватској. Године 1993. предложен је Овен-Столтенберг мировни споразум којим би се 52% БиХ дало српској страни. Бошњачка страна га је одбила као превелику концесију.
СР Југославија је 1994. године увела санкције након што је Народна скупштина Републике Српске одбила Венс-Овенов мировни план. Операција Олуја 1995. године елиминисала је Републику Српску Крајину. Хрватска војска је наставила офанзиву у Републику Српску. Око 250.000 Срба побегло је у Републику Српску и Србију из Хрватске, јер је српска страна наставила потпуно повлачење Срба из Уне у Сану. Хрватска војска, уз подршку бошњачких(муслиманских) снага, стигла је на 20 km од de facto главног града Републике Српске, Бања Луке, али су их зауставили српски бранитељи близу Приједора и широм Босанске Крајине, када су њихови авиони коначно могли летјети без НАТО интервенције на хрватској страни. Рат је заустављен Дејтонским мировним споразумом којим је Република Српска призната као један од два територијална ентитета(као федерална јединица и држава) Босне и Херцеговине, који чини 49% укупне територије. Српска страна је претрпјела укупно 22.779 жртава - 15.298 војних лица и 7.480 цивила, према Демографској јединици МКСЈ-а. Иако су тачни бројеви спорни, генерално се слаже да је рат у БиХ однио животе око 100.000 људи свих етничких група.
Године 1996. било је око 435.346 етнички српских избјеглица из Федерације Босне и Херцеговине у Републици Српској, док је још 197.925 отишло у Србију. Према подацима Комесаријата за избјеглице Србије, до 1995. године у Србији је смештено 266.000 избеглица из Босне и Херцеговине, а укупно 70.000 избеглица вратило се у земљу свог порекла. Након југословенских ратова, Србија је постала домовина највећем броју избеглица (међу којима су били и Срби из Босне и Херцеговине) и расељених лица у Европи. Срби су масовно протјерани из главног града Сарајева почетком 1996. године.

#### Демографске промјене 1992—1995. и дискриминација
У некима областима Федерације Босне и Херцеговине прије Грађанског рата, живјели су већином Срби, али су током рата те области етнички очишћене. Према попису становништва из 1991. године, Срби у БиХ су чинили око 32% укупног становништва и посједовали 51,4% укупног земљишта (поређења ради Муслимани су посједовали 27,3 % земље). Дејвид Овен је у једном интервјуу рекао: „Босански Срби су били сеоско становништво и пре рата живели на 60% територије. Босански Срби се боре за територију на којој су вековима живели“. Они су махом избјегли у Србију или у Републику Српску. Један број избјеглих Срба из Босне и Херцеговине се налази и у дијаспори. Највише избјеглица је било из западне и централне Босне и Херцеговине (Дрвар, Гламоч, Грахово, Ливно, Петровац, Травник и др.). Исту судбину су доживјели Срби из Сарајева који су прије Другог свјетског рата чинили већинско становништво Сарајева, претпоставља се да је из Сарајева исељено око 150.000 Срба. Послије завршетка грађанског рата у БиХ, на територији РС десило се 9 међуетничких убистава, већина није имала као мотивацију међуетничку мржњу. Са друге стране, једини акти међуетничких убистава са мотивацијом међуетничке мржње, изазивања нових сукоба, те једини терористички напади, десили су се у ФБиХ, и од стране Бошњака(Муслимана), најпознатији су напади на Америчку Амбасаду у Сарајеву, те напад на полицијску станицу у Зворнику.
Чедомир Антић тврди да у БиХ постоје настојања да Република Српска буде лишена овлашћења и да расту притисци за ревизију Дејтонског споразума на штету српског народа. У Федерацији БиХ није враћена само имовина Српске православне цркве. Нису враћени станови носиоцима права припадницима ЈНА, а у Федерацији БиХ не постоје, како он каже, српске школе. Двојезични натписи на саобраћајним знаковима у Федерацији БиХ су постављени 2009. године, међутим на већини су обрисани натписи на ћирилици, а чести су и случајеви уврједљивих порука на рачун Срба.
Један од начина оспоравања српских права на територији данашње Босне и Херцеговине, јесте научно неутемељено негирање постојања Срба пре турске окупације. Негира се да Срби у данашњој БиХ живе од периода насељавања Словена уз нетачну тврдњу да након османског освајања Босне, они насељавају Власе, од којих временом настају Срби.
Многа српска гробља у Федерацији Босне и Херцеговине су оштећена. Имовина оних Срба који се не јаве катастру и пријаве имовину у предвиђеном року је угрожена. На српској земљи у Федерацији Босне и Херцеговине изграђено је девет џамија и власници земљишта нису успели било којим правним средствима да остваре право на располагање својом земљом.

## Демографија и становништво
У попису становништва из 2013. године евидентирано је 1.086.733 Срба или 30,8% укупног становништва Босне и Херцеговине. Срби су територијално најраширенија нација Босне и Херцеговине. Велика већина, тј. 1.001.299 живи на територији Републике Српске, гдје чине 81,5% становништва. Већина их се изјашњавају као православни хришћани и припадници су Српске православне цркве. Срби чине демографску већину у овим општинама: Бања Лука, Бијељина, Приједор, Добој, Зворник, Градишка, Теслић, Прњавор, Лакташи, Требиње, Дервента, Нови Град, Модрича, Козарска Дубица, Пале, Фоча, Дрвар, Гламоч, Босанско Грахово и Босански Петровац. Срби су такође релативна мањина у Брчком.

### Демографска историја
| Укупна етничка припадност и проценти                                                                           | Укупна етничка припадност и проценти | Укупна етничка припадност и проценти | Укупна етничка припадност и проценти |
| Година | Срби                                 | Постотак                             | Укупно                               |
| --- | ------------------------------------ | ------------------------------------ | ------------------------------------ |
| 1879 | 496,485                              | 42.88%                               | 1,158,440                            |
| 1885 | 571,250                              | 42.76%                               | 1,336,091                            |
| 1895 | 673,246                              | 42.94%                               | 1,568,092                            |
| 1910 | 825,418                              | 43.49%                               | 1,898,044                            |
| 1921 | 829,290                              | 43.87%                               | 1,890,440                            |
| 1931 | 1,028,139                            | 44.25%                               | 2,323,555                            |
| 1948 | 1,136,116                            | 44.29%                               | 2,565,277                            |
| 1953 | 1,264,372                            | 44.40%                               | 2,847,459                            |
| 1961 | 1,406,053                            | 42.89%                               | 3,277,935                            |
| 1971 | 1,393,148                            | 37.19%                               | 3,746,111                            |
| 1981 | 1.320.738                            | 32,02%                               | 4,124.008                            |
| 1991 | 1,366,104                            | 31.21%                               | 4.364.649                            |
| 2013 | 1.086.733                            | 30.78%                               | 3,551,159                            |
| Званични резултати пописа становништва - напомена: неки Срби су се изјаснили као Југословени на неким пописима |                                      |                                      |                                      |

#### Средњовијековна Србија, средњовијековна Босна и Османско царство
У средњем вијеку није било поузданих пописа становништва, али већина средњовјековних извора о идентитету и демографији средњовјековне територије Босне наводи да је ово подручје било стално насељено углавном Србима, који су били или православни по вјери, хришћани или сљедбеници једне Православне секте Богомила. Наслов 32 De Administrando Imperio Константина Порфирогенета назива се "О Србима и земљама у којима живе". Говори о територијама у којима живе Срби, у којима он спомиње Босну, посебно два насељена града, Котор и Десник, који су у непознатом географском положају.

#### Аустро-Угарска и КСХС/Краљевина Југославија
Аустро-Угарска је водила демографску политику смањења српског становништва и покушаја да избрише њихов идентитет, претварајући је у "босанску нацију", тако да је попис становништва у Аустрији имао само религијску припадност као главни детерминизам идентитета. У последњем аустријском попису из 1910. године било је 825.418 православних Срба, што чини 43,49% укупног становништва. Католичка енциклопедија, 1917, наводи: "Према попису становништва од 22. априла 1895. године, Босна има 1.361.868 становника и Херцеговина 229.168, што даје укупан број становника 1.591.036. Број особа на квадратној миљи је мали (око 80), мање од у било којој од других аустријских крунских провинција осим Салзбурга (око 70) . Овај просек се не разликује много у шест округа (пет у Босни, један у Херцеговини), а број особа на квадратној миљи у овим окрузима је следећи: : Доња Тузла, 106, Бањалука, 96, Бихаћ, 91, Сарајево, 73, Мостар (Херцеговина), 65, Травник, 62. Постоји 5 388 насеља, од којих само 11 има више од 5.000 становника, док 4.689 има мање од 500 становника Искључујући око 30.000 Албанаца који живе на југоистоку, Јевреји који су раније емигрирали из Шпаније, неколико Османли Турака, трговци, званичници и аустријске трупе, остатак становништва (око 98%) припадају јужнославенски народ, Срби један у раси, људи формирају у религиозним вјеровањима три оштро раздвојена дивхе Мухамеданаца, око 550.000 особа (35%), грчких шизматика, око 674.000 особа (43%) и католици, око 334.000 особа (21,3%). Посљедњи су углавном сељаци. "

#### Други свјетски рат
Срби су претрпели велике негативне демографске промјене током Другог свјетског рата. Службена политика Независне Државе Хрватске, која укључује протеривање, убиство и присилно преобраћање Срба, допринијела је да се Срби никада не опораве демографски унутар Босне и Херцеговине. Федерални завод за статистику у Београду саставио је цифру од 179.173 лица погинулих у рату у Босни и Херцеговини током Другог свјетског рата: 129.114 Срба (72,1%); 29.539 Муслимана (16,5%); 7.850 Хрвата (4,4%); други (7%). Плановима нацистичке Њемачке и Независне Државе Хрватске 110.000 Срба је премјештено и превезено у окупирану Србију. Само у периоду од маја до августа 1941. године у Србију је протерано преко 100.000 Срба. У жару рата Србија је имала 200.000 до 400.000 српских избеглица из усташке Босне и Херцеговине. До краја рата 137.000 Срба је трајно напустило територије Босне и Херцеговине.
Током укупног трајања рата, 64.1% свих босанких партизана су Били Срби.

#### Комунистичка Југославија (СФРЈ)
Комунистичке власти су спровеле политику тихог "демографског пражњења" Срба из Босне, поделивши Србе у неколико република, узрокујући "одлив мозгова" Срба из Босне у СР Србију. Такође, комунистичка политика убрзане урбанизације и индустријализације, девастирала је традиционални рурални живот Срба, узрокујући драстичан застој у природном прираштају Срба. Први југословенски попис забележио је све мањи број Срба; Од првог пописа становништва из 1948. до последњег из 1991. године, проценат Срба опао је са 44,29% на 31,21%, иако се укупан број повећао. Према попису из 1953. године, Срби су били у већини на 74% територије Босне и Херцеговине, а према попису из 2013. године, Срби су већина на преко 50% Босне и Херцеговине. Њихов укупан број у 1953. години износио је 1.264.372, односно 44,40% од укупног становништва БиХ. Према попису из 1961. године, Срби чине 42,89% укупног становништва, а њихов број је 1.406.053. Након тога, окрузи су подељени на мање општине.
Према попису из 1971. године, Срби су чинили 37,19% укупног становништва, а њихов број је био 1.393.148. Према попису из 1981. године, Срби чине 32,02% укупног становништва, а њихов број је 1.320.738. Након 1981, њихов проценат је наставио да се смањује. Од 1971. до 1991. године, проценат Срба је пао због емиграције у Црну Гору, Србију и западну Европу. Према попису из 1991. године, Срби су чинили 31,21% укупног становништва, а њихов број је био 1.366.104.

#### Одбрамбено-отаџбински рат у СР БиХ
Укупан број Срба у Босни и Херцеговини наставио се смањивати, посебно након што је 1992. године избио грађански рат у Босни и Херцеговини. Убрзо је дошло до егзодуса када је велики број Срба протјеран из средње Босне, Озрена, Сарајева, западне Херцеговине и Крајине. Према попису из 1996. године, који је урадио УНХЦР и званично непризнат, било је 3.919.953 становника, од којих су 1.484.530 (37,88%) били Срби. На територији Српске Републике Босне и Херцеговине проценат Срба се незнатно промијенио, мада се њихов укупан број смањио.

### Српски народ у Босни и Херцеговини на попису 1991.
Према попису становништва у Босни и Херцеговини 1991. године, број становника изјашњених као Срби, био је следећи:
- Град Сарајево — 157.143 (29,81%)

По општинама Града Сарајева:
- Вогошћа — 8.813 (35,75%)
- Илијаш — 11.325 (44,96%)
- Илиџа — 25.029 (36,84%)
- Нови Град — 37.591 (27,51%)
- Ново Сарајево — 32.899 (34,59%)
- Пале — 11.284 (68,99%)
- Стари Град — 5.150 (10,14%)
- Трново — 2.059 (29,45%)
- Хаџићи — 6.362 (26,28%)
- Центар — 16.631 (20,97%)

Број Срба по општинама Босне и Херцеговине према Попису становништва из 1991.:
- Бановићи — 4.514 (16,97%)
- Бања Лука — 106.826 (54,58%)
- Бијељина — 57.389 (59,17%)
- Билећа — 10.628 (80,00%)
- Бихаћ — 12.689 (17,93%)
- Градишка — 35.753 (59,61%)
- Козарска Дубица — 21.728 (68,74%)
- Босанска Крупа — 13.841 (23,73%)
- Брод — 11.389 (33,36%)
- Нови Град — 25.101 (60,24%)
- Босански Петровац — 11.694 (74,86%)
- Шамац — 13.628 (41,34%)
- Босанско Грахово — 7.888 (94,91%)
- Братунац — 11.475 (34,13%)
- Бреза — 2.122 (12,25%)
- Брчко — 18.128 (20,68%)
- Бугојно — 8.673 (18,49%)
- Бусовача — 623 (3,29%)
- Вареш — 3.644 (16,41%)
- Велика Кладуша — 2.266 (4,28%)
- Високо — 7.471 (16,18%)
- Витез — 1.501 (5,38%)
- Вишеград — 6.743 (31,80%)
- Власеница — 14.359 (42,30%)
- Гацко — 6.661 (61,74%)
- Гламоч — 9.951 (79,02%)
- Горажде — 9.843 (26,19%)
- Горњи Вакуф — 110 (0,43%)
- Градачац — 11.221 (19,83%)
- Грачаница — 13.558 (22,92%)
- Груде — 9 (0,05%)
- Дервента — 22.938 (40,60%)
- Добој — 39.820 (38,83%)
- Доњи Вакуф — 9.533 (38,84%)
- Дрвар — 16.608 (96,97%)
- Жепче — 2.278 (9,91%)
- Живинице — 3.525 (6,43%)
- Завидовићи — 11.640 (20,36%)
- Зворник — 30.863 (37,96%)
- Зеница — 22.433 (15,41%)
- Јабланица — 504 (3,97%)
- Јајце — 8.663 (19,24%)
- Какањ — 4.929 (8,80%)
- Калесија — 7.659 (18,31%)
- Калиновик — 2.829 (60,55%)
- Кисељак — 740 (3,06%)
- Кладањ — 3.952 (24,59%)
- Кључ — 18.506 (49,49%)
- Коњиц — 6.620 (15,08%)
- Котор Варош — 14.056 (38,14%)
- Крешево — 34 (0,50%)
- Купрес — 4.864 (50,57%)
- Лакташи — 24.176 (81,04%)
- Ливно — 3.913 (11,37%)
- Лопаре — 18.243 (56,06%)
- Лукавац — 12.169 (21,32%)
- Љубиње — 3.748 (89,83%)
- Љубушки — 65 (0,22%)
- Маглај — 13.312 (30,68%)
- Модрича — 12.534 (35,19%)
- Мостар — 23.846 (18,83%)
- Мркоњић Град — 21.057 (76,86%)
- Невесиње — 10.711 (74,13%)
- Неум — 207 (4,78%)
- Нови Травник — 4.097 (13,33%)
- Олово — 3.193 (18,83%)
- Орашје — 4.235 (14,92%)
- Оџак — 5.667 (18,85%)
- Посушје — 9 (0,05%)
- Приједор — 47.581 (42,27%)
- Прњавор — 33.508 (71,21%)
- Прозор — 45 (0,22%)
- Рогатица — 8.391 (38,17%)
- Рудо — 8.150 (70,43%)
- Сански Мост — 25.363 (42,05%)
- Кнежево — 13.263 (68,30%)
- Соколац — 10.195 (68,50%)
- Србац — 19.382 (88,74%)
- Сребреник — 5.308 (12,97%)
- Сребреница — 8.315 (22,67%)
- Столац — 3.917 (20,96%)
- Теслић — 32.962 (55,07%)
- Тешањ — 3.071 (6,33%)
- Томиславград — 576 (1,91%)
- Травник — 7.777 (10,99%)
- Требиње — 21.349 (68,87%)
- Тузла — 20.271 (15,40%)
- Угљевик — 14.468 (56,54%)
- Фојница — 157 (0,96%)
- Фоча — 18.315 (45,20%)
- Хан Пијесак — 3.674 (57,87%)
- Цазин — 778 (1,22%)
- Чајниче — 4.709 (52,57%)
- Чапљина — 3.753 (13,46%)
- Челинац — 16.554 (88,46%)
- Читлук — 19 (0,12%)
- Шековићи — 9.030 (93,77%)
- Шипово — 12.333 (79,16%)
- Широки Бријег — 148 (0,54%)

### Сарајево
Срба у Сарајеву, по попису из 1991. године, је било 157.526 (29,94%). Данас, после рата у Босни и Херцеговини, мало их је остало у граду. Већина се одселила, или у иностранство, или у Источно Сарајево, у Републици Српској (некадашње Српско Сарајево). За време рата су у Сарајеву постојали концентрациони логори за Србе од којих су најпознатији Виктор Бубањ, Сунце и Силос у којима је страдало 6.628 Срба. Из концентрационих логора су преко дана одвођени на принудни рад, да копају ровове муслиманској војсци или да чисте минска поља. Најпознатије мјесто где су Срби одвођени, мучени и брутално убијани одсецањем главе је јама Казани. Сматра се да је из Сарајева егзодусом отишло око 120 хиљада Срба.
Три најзначајније српске православне цркве у граду су Стара православна црква (црква Светих архангела Михаила и Гаврила) из 16. века, Саборна црква из шездесетих године 19. вијека и Црква Светог Преображења у Новом Сарајеву.

### Мостар
Срба у општини Мостар, по попису из 1991. године, је било 23.846 (18,83% становништва), а у самом граду Мостару 14.142 (18,64%). Данас, послије рата у Босни и Херцеговини, мало их је остало у граду. Већина се одселила а повратника је врло мало. Према процјенама федералног завода за статистику федерације Босне и Херцеговине из 2003. године, Срба у Мостару има 3.644.
Током рата у Босни и Херцеговини, 1993. године, хрватски екстремисти су уништили Саборну цркву Св. Тројице и Цркву Рођења Пресвете Богородице (познате и као Нова и Стара православна црква), које датирају из средине 19. вијека.

#### Видовдански покољ
На Видовдан 1941. године усташе су хапсиле и убијале мостарске Србе, међу њима и знамените личности као и свештенике. Око 30 Срба бачено је у јаму изнад Читлука, 10 km од Мостара.
Усташе су побиле и цијело братство манастира Житомислића и бациле у Видоњску јаму, на десној обали Неретве. Крајем 1941. године манастирске конаке су запалили усташе и Немци, пошто су претходно опљачкали ризницу, архиву и библиотеку.
У јуну 1992. године Хрвати су спалили и уништили исти манастир.

## Политика

### Државни ниво
Срби из Босне и Херцеговине, као и друга два конститутивна народа, имају свог представника у Предсједништву Босне и Херцеговине. Предсједништво има три члана, једног Бошњака, једног Хрвата и једног Србина. Бошњаци и Хрвати бирају се у Федерацији Босне и Херцеговине, док се Срби бирају у Републици Српској.
Тренутни српски члан Предсједништва је Жељка Цвијановић из СНСД-а.
Парламентарна скупштина Босне и Херцеговине има два дома, Представнички дом и Дом народа. Дом народа има 15 чланова, пет Бошњака, пет Хрвата и пет Срба. Бошњачки и хрватски чланови Дома народа бирају се у Парламенту Федерације Босне и Херцеговине, док се пет српских чланова бира у Народној скупштини Републике Српске. 42 члана Представничког дома бирају директно бирачи, двије трећине су из Федерације, а једна трећина из Републике Српске.

### Ентитетски ниво
Према њеном уставу, Република Српска има свог предсједника, народну скупштину (83-члану једнодомну народну скупштину Републике Српске), извршну власт (с премијером и неколико министарстава), властите полицијске снаге, врховни суд и ниже судове, царинска служба (под царинском службом на државном нивоу) и поштанска служба. Актуелни предсједник Републике Српске је Милорад Додик. Има и своје симболе, укључујући грб, заставу (варијанту српске заставе без приказаног грба) и ентитетску химну. Уставни закон о грбу и химни Републике Српске није донесен у сагласности са Уставом Босне и Херцеговине, јер наводи да ти симболи "представљају суверену државност Републике Српске" и да се користе у складу с моралним нормама Српски народ ". Према одлуци Уставног суда, закон је требало да буде исправљен до септембра 2006. године. Република Српска је касније промијенила свој амблем.
Иако устав означава Сарајево као главни град Републике Српске, сјеверозападни град Бања Лука је сједиште већине институција власти, укључујући парламент, те је стога de facto пријестоница. Након рата, Република Српска је задржала своју војску, али је у августу 2005. године парламент пристао на преношење контроле над Војском Републике Српске на министарство на државни ниво и укидање ентитетског министарства одбране и војске до 1. јануара 2006. године. НАТО је захтијевао ове реформе као предуслов за пријем Босне и Херцеговине у програм Партнерство за мир. Босна и Херцеговина се придружила програму у децембру 2006.

### Политичке партије
Тренутно у Босни и Херцеговини постоји неколико српских политичких странака као и у Републици Српској. Српска демократска странка (СДС), Савез независних социјалдемократа (СНСД) и Партија демократског прогреса (ПДП) су најпопуларније странке.
СДС је основан 1990. године и главна је политичка странка међу Србима у БиХ, која је најмоћнија током грађанског рата у Босни (1992—1995). СНСД је заснован на проевропским, демократским, федералистичким, социјалистичким принципима, али је касније прешао на популизам и проруску спољну политику. ПДП је хришћанско демократска, традиционалистичка, конзервативна и проевропска политичка странка.

## Култура
Културно-просветно друштво Просвјета је основана у Сарајеву 1902. године и убрзо је постала најзначајнија организација која окупља грађане српске националности. Године 1903. основан је Гајрет, Српско муслиманско културно друштво. Академија наука и умјетности Републике Српске дјелује од 1996. године.

### Архитектура и умјетност
Босна и Херцеговина је богата српском архитектуром, поготово када су у питању бројне српске цркве и манастири, као и стећци. Модерни српско-византијски архитектонски стил који је започео у другој половини 19. вијека није присутан само у сакралној, већ иу грађанској архитектури. Цркве и манастири украшени су фрескама и иконостасом. Музеј старе православне цркве у Сарајеву је међу пет у свијету по богатој ризници икона и других предмета из различитих стољећа.

Срби Босне и Херцеговине су дали значајан допринос савременом српском сликарству. Познати сликари су Милош Бајић, Јован Бијелић, Шпиро Боцарић, Вера Божичковић Поповић, Стојан Ћелић, Војо Димитријевић, Лазар Дрљача, Осте Ерцег, Недељко Гвозденовић, Коста Хакман, Момо Капор, Ратко Лалић, Ђоко Мазалић, Светислав Мандић Петровић, Љубомир Поповић, Перо Поповић, Бранко Радуловић, Светозар Самуровић, Бранко Шотра, Тодор Швракић, Мића Тодоровић, Милован Видак, Риста Вукановић. Године 1907. П. Поповић, Радуловић и Швракић излажу на једној од двије изложбе те године која је обиљежила почетак модерне сликарске традиције у Босни и Херцеговини. Међу скулпторима се истиче Сретен Стојановић.
- Манастир Св. Николе - Озрен
- Унутрашњост старе Православне цркве у Сарајеву
- Свод цркве Христа спаситеља у Бањалуци
- Бански Двор

### Језик и књижевност
Срби у Босни и Херцеговини говоре источни херцеговачки дијалект српског језика за који је карактеристичан ијекавски изговор.
Трагови српског језика на овој територији су веома стари и доказују старе натписе као што је Грдешин надгробни споменик, најстарији познати стећак. Један од најзначајнијих српских рукописа Мирослављево јеванђеље, писан је за великог српског принца Мирослава од Хума. Српски језик је богат са неколико средњовековних јеванђеља написаних у Босни и Херцеговини. Они су украшени минијатурама.
Почетком 16. века Божидар Горажданин основао је Горажданску штампарију. Била је једна од најстаријих штампарија међу Србима и прва на територији данашње Босне и Херцеговине. Тамо се одштампано издање Псалтир Горажда убраја међу најбоља достигнућа раних српских штампача.
Срби из БиХ су дали значајан допринос српској епској поезији. Познати певачи епске поезије су Филип Вишњић и Тешан Подруговић.
Радови српских писаца из Босне и Херцеговине су од великог значаја за целокупну српску књижевност. Значајни аутори су Иво Андрић, Бранко Ћопић, Меша Селимовић, Светозар Ћоровић, Петар Кочић, Сима Милутиновић Сарајлија, Алекса Шантић, Јован Дучић, Осман Ђикић, Јован Сундечић, Скендер Куленовић, Душко Трифуновић и други.
Босанска вила из Сарајева и Зора из Мостара основане у 19. стољећу су важни књижевни часописи.
Током ратова деведесетих преко 30 српских пјесника са територије данашње БиХ је отишло у избеглиштво, што је постало једна од тема њихове поезије.

### Музика
Музика Срба у Босни и Херцеговини укључује традиционалне инструменте као што су гусле, фрула, гајде, тамбурица, итд. и Сарајево (1888) и друге градове широм земље. Први концерт у Босни и Херцеговини одржан је у Бања Луци 1881. године.
Пјевачко удружење „Гусле“ основано је у Мостару 18. децембра 1888. Имало је око 50 оснивача, а за предсједника је изабран Јово Р. Шола. Часопис „Зора: Часопис за забаву, поуку и књижевност“ (познатији као Зора) излазио је од 1896. године.
Српска музика је богата народним песмама српског народа у Босни и Херцеговини. Многе песме се изводе на традиционални начин певања зване ојкање. Српски певачи и композитори, као што су Раде Јовановић, Јовица Петковић, Драгиша Недовић и други, дали су значајан допринос посебној врсти песама које се зову севдалинка. Песма Алексе Шантића "Емина" постала је једна од најпознатијих севдалинки. Значајни извођачи народне музике су Вука Шехеровић, Нада Мамула, Недељко Билкић, Нада Обрић, Маринко Роквић итд.
Срби из БиХ су углавном учествовали у југословенској поп-рок сцени која је била активна од краја Другог светског рата до распада земље. Српски музичари су чланови, а често и лидери популарних бендова као што су Амбасадори, Бијело Дугме, Бомбај Штампа, Индекси, Плави оркестар, ПроАрте, Регина, Ватрени Пољубац, Забрањено пушење. Здравко Чолић је једна од највећих југословенских и српских музичких звезда. Међу пјевачима и кантауторима значајна каријера остварила је Јадранка Стојаковић, Срђан Марјановић.
Међу пјевачима популарне музике су Жељко Самарџић, Романа, Недељко Бајић Баја, Индира Радић, Сека Алексић, Саша и Дејан Матић ...
Душан Шестић је компоновао химну Босне и Херцеговине.

### Позориште и филм
Прву позоришну представу у Босни и Херцеговини организовао је Србин Стево Петрановић у Тешњу 1865. године, док су прве изложбе у Сарајеву организоване у кући породице српских Деспића. Први играни филм у Босни и Херцеговини, мајор Баук режирао је Никола Поповић по сценарију Бранка Ћопића. Међу њима су Емир Кустурица, двоструки побједник Палме д'Ор на Филмском фестивалу у Кану, Здравко Шотра, Небојша Комадина, Предраг Голубовић, Боро Драшковић, Горчин Стојановић, Радивоје Андрић, Огњенка Милићевић, Мирослав Беловић, Дејан Мијач, Егон Савин. Међу истакнутим сценаристима су Гордан Михић, Ранко Божић, Срђан Кољевић ... У акцији која је постигла успех у југословенској и српској кинематографији су Предраг Тасовац, Бранко Плеша, Марко Тодоровић, Томо Курузовић, Тамара Милетић, Слободан Ђурић, Слободан Ћустић, Тихомир Станић, Никола Пејаковић, Небојша Глоговац, Давор Дујмовић, Наташа Нинковић, Данина Јефтић, Бранкица Себастијановић ...

### Фолклор
Срби из Босне и Херцеговине дали су значајан допринос фолклору српског народа, укључујући народну ношњу, музику, традиционално певање и инструменте, епску поезију, занате и плесове. Босанске хаљине су подијељене у двије групе; динарски и панонски стилови. У источној Херцеговини народне ношње су уско повезане с народним ношњама у старој Херцеговини. Културно-уметничка друштва широм земље практикују фолклорну традицију.
- Илустрација слијепог гуслара Филипа Вишњића објављена у Знаменити Срби 19. века (1901).
- Српска народна ношња из Подгрмеча, Босанска Крајина
- Ношње из Источне Херцеговине(лијево) и урбане Босне(десно), 1875.
- Змијањски вез, дио УНЕСКО свјетске културне баштине
- Ансамбл "Коло" плеше Стари тихи плес из Гламоча

### Образовање
Прве образовне институције Срба биле су манастири, од којих су најзначајнији били Добрун, Клисина, Крупа на Врбасу, Липље, Моштаница, Озрен, Тавна, Тврдош, Грачаница у Херцеговини, Ступље, Доња Бишња, међу многим другима широм Босне и Херцеговине. Најзначајнији људи који су радили за основно образовање Срба у 19. стољећу били су Јован Дучић, Петар Кочић и Алекса Шантић, који су основали и организовали основне школе широм Босне и Херцеговине. Стака Скендерова је 19. октобра 1858. године основала прву сарајевску школу за дјевојчице. Образовни систем у доба Отоманског царства и аустроугарске окупације темељио се на строгој негацији и потискивању српског идентитета. Образовни систем Босне и Херцеговине у вријеме комунизма био је заснован на мјешавини националности и сузбијању српског идентитета. Оснивањем Српске Републике Босне и Херцеговине, која се касније једноставно називала Српска република, српске школе дјелимично су преузеле образовни систем из Србије.
Истовремено, Универзитет у Сарајеву, подијељен на два дијела, један муслимански у западном Сарајеву, и један српски, преименован у Универзитет у Источном Сарајеву, са званичним српским језиком, који је имао већину предратних професора и предавача. Ту је и Универзитет у Бањој Луци, који се зове Универзитет у Бањој Луци. Након потписивања Дејтонског споразума, надлежност над образовањем у Републици Српској дата је Влади РС, док је у Федерацији надлежност над образовањем дата кантонима. Постоје и општине са српском већином или значајном мањином, школе са српским језиком као званичне. Други образовни институти су Пољопривредни институт Републике Српске - Бања Лука, Научно-истраживачки институт Универзитета у Бањалуци, Институт за генетичке ресурсе у Бања Луци, Српски лексикографски институт Босне и Херцеговине, Институт за материјале и конструкције Републике Српске и Институт за Образовање у Бања Луци.

### Религија
Срби у Босни и Херцеговини су претежно православни хришћани, који припадају Српској православној цркви. Српска православна црква у Босни и Херцеговини је организована у пет подијелова, једна митрополија (Дабробосанска) и четири епархије (Бихаћкопетровачка, Бања Лука, Зворничка и Тузланска и Захумскохерцеговачка). Захумско-херцеговачка епархија, раније Захумска митрополија основана је 1219. године од стране Архиепископа Саве, исте године када је Српска православна црква добила свој аутокефални статус из Цариграда. Тако је то била једна од изворних српских православних бискупија.
Макарије Соколовић био је први патријарх обновљене српске патријаршије, након што је пропала 1463. године, што је резултат османског освајања Србије. Он се слави као светац. Неколико Срба је проглашено светим у српској православној цркви, од којих је једна од најпознатијих је Василије Острошки.
Прва српска гимназија отворена у Босни и Херцеговини била је сарајевски семинар у Сарајеву 1882. године. На темељу овог семинара основан је Теолошки факултет у Фочи, као дио Универзитета у Источном Сарајеву. Између 1866. и 1878. године у Бањалуци је радила теолошка школа, а данас је активна теолошка школа у Фочи.
Постоји много српских цркава и манастира широм Босне и Херцеговине из различитих периода. Свака подјела има своју катедралну цркву и епископску палату.

### Спорт
Срби Босне и Херцеговине значајно су допринијели југославенском и српском спорту.
Прве српске соколске заједнице на садашњој територији Босне и Херцеговине основале су крајем 19. вијека интелектуалци. Стеван Жакула, Србин са територије данашње Хрватске, памти се као истакнути радник у отварању и одржавању соколских и гимнастичких клубова. Жакула је био покретач оснивања Српског гимнастичког друштва "Обилић" у Мостару и Спортско-гимнастичког друштва "Српски соко" у Тузли. Соколска друштва су основана иу другим градовима широм Босне и Херцеговине.
Фудбал је најпопуларнији спорт међу Србима у БиХ. Најстарији српски клуб у Босни и Херцеговини је Славија Источно Сарајево, основана 1908. године, док је један од најпопуларнијих побједник Борац Бања Лука Митропа купа и Куп Југославије. Српски клубови учествују у Премијер лиги Босне и Херцеговине и Првој лиги Републике Српске коју води Фудбалски савез Републике Српске. Значајни играчи који су представљали Југославију и Србију су: Бранко Станковић, Милан Галић, Велимир Сомболац, Душан Бајевић, Бошко Антић, Илија Пантелић, Саво Милошевић, Младен Крстајић, Невен Суботић, итд. Звјездан Мисимовић је био капетан репрезентације Босне и Херцеговине из Од 2007. до 2012. године, док је Љупко Петровић предводио Црвену звезду у трофеј Лиге шампиона 1991. године.
Други најпопуларнији спорт међу Србима у БиХ је кошарка. Александар Николић се често назива и Отац југословенске кошарке. Био је два пута изабран за Европског тренера године који је освојио три Евролиге и два пута за ФИБА Интерконтинентални Куп. Други од четири оца југословенске кошарке је Борислав Станковић, бивши генерални секретар ФИБА-е и члан МОК-а. Неки од играча који су се успешно такмичили на највећим светским такмичењима су Ратко Радовановић, Дражен Далипагић, Зоран Савић, Предраг Даниловић, Владимир Радмановић, Јелица Комненовић, Слађана Голић, Саша Чађо, Огњен Кузмић ... КК Игокеа тренутно игра у регионалној АБА лиги .
Рукометни клуб Борац Бања Лука је најуспјешнији српски рукометни клуб у Босни и Херцеговини. Освојио је ЕХФ Лигу шампиона 1976. и био је кандидат 1975. Светлана Китић проглашена је најбољом рукометашицом икада од стране Међународног рукометног савеза. Међу осталим оствареним играчима су Милорад Каралић, Небојша Поповић, Златан Арнаутовић, Радмила Дрљача, Весна Радовић, Небојша Голић, Младен Бојиновић, Данијел Шарић ...
Најпознатија српска одбојкашка породица, породица Грбић, потиче из Требиња у источној Херцеговини. Отац Милош је био капетан екипе која је освојила прву југословенску медаљу на Европском првенству, док су синови Вања и Никола постали олимпијски прваци са српским тимом. Остали играчи који су Србију представљали са успехом су Ђорђе Ђурић, Бранкица Михајловић, Тијана Бошковић, Јелена Благојевић, Сања и Саша Старовић.
Поред тимских спортова, Срби су постигли успјех иу појединачним спортовима као што су Слободан и Тадија Качар у боксу, Радомир Ковачевић, Немања Мајдов и Александар Кукољ у џудоу, Миленко Зорић у кануу, Велимир Стјепановић у пливању, Андреа Арсовић у пуцњави, Андреа Петковић у тенису, Драженко Митровић у параолимпијској атлетици, итд.

### Доприноси
Из Босне и Херцеговине поријеклом су владаоци средњовјековне династије Мрњавчевића, као и владаоци из црногорске династије Петровића Његоша.
Међу знаменитим Србима из Босне и Херцеговине налазе се писци Јован Дучић, Петар Кочић, Алекса Шантић, Иво Андрић, Меша Селимовић, Бранко Ћопић и други, гуслар и народни пјесник Филип Вишњић, Кнез Иво од Семберије, филозоф и визионар Димитрије Митриновић, сликар Коста Хакман, историчари Владимир Ћоровић и Јован Деретић, ликовни умјетник Мирко Илић и режисер Емир Кустурица.
Мехмед-паша Соколовић, Србин из Соколовића поред Вишеграда, био је велики везир (предсједник владе) у Османском царству. Макарије Соколовић је био први патријарх Српске православне цркве када је она обновљена као Пећка патријаршија 1557. године. Лука Вукаловић допринио је ослобођењу Босне од османлијске власти. Убијени премијер Србије, Зоран Ђинђић, родио се у Босанском Шамцу, а бивши предсједник Србије Борис Тадић рођен је у Сарајеву.
Од музичара најпознатији су: Здравко Чолић, Неле Карајлић, Саша Лошић, Горан Бреговић и други.